# Proseč (district de Chrudim)
Pour les articles homonymes, voir Proseč.
Proseč (en allemand : Prosetsch) est une ville du district de Chrudim, dans la région de Pardubice, en République tchèque. Sa population s'élevait à 2 128 habitants en 2024.

## Géographie
Proseč se trouve à 10 km à l'est-sud-est de Skuteč, à 29 km au sud-est de Chrudim, à 35 km au sud-est de Pardubice et à 124 km à l'est-sud-est de Prague.
La commune est limitée par Skuteč, Perálec, Zderaz et Bor u Skutče au nord, par Jarošov, Budislav et Lubná à l'est, par Borová et Krouna au sud, et par Otradov, Skuteč et Předhradí à l'ouest.

## Histoire
La fondation de Proseč remonte au milieu du XIIe siècle.

## Galerie

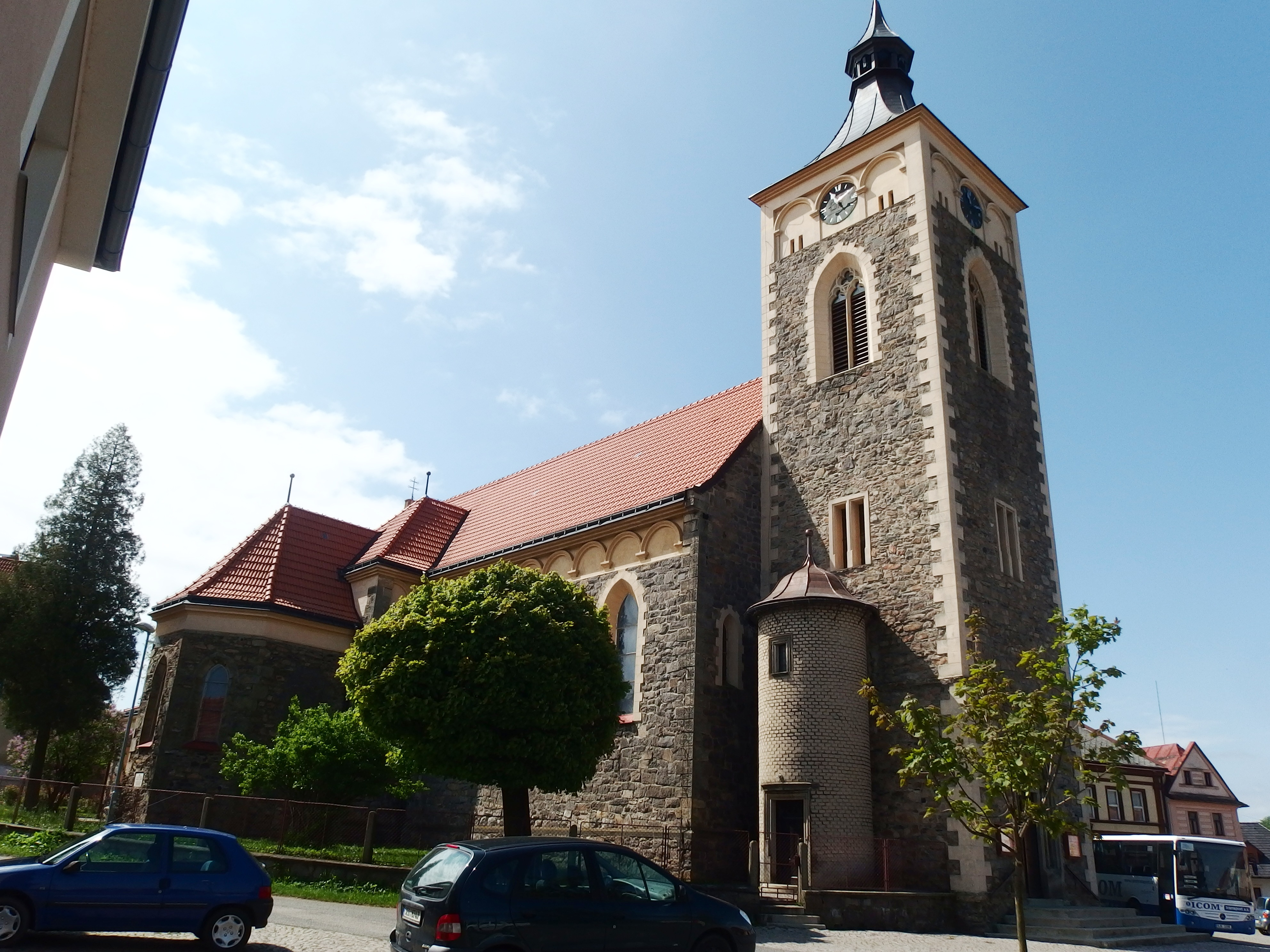
Église Saint-Nicolas.
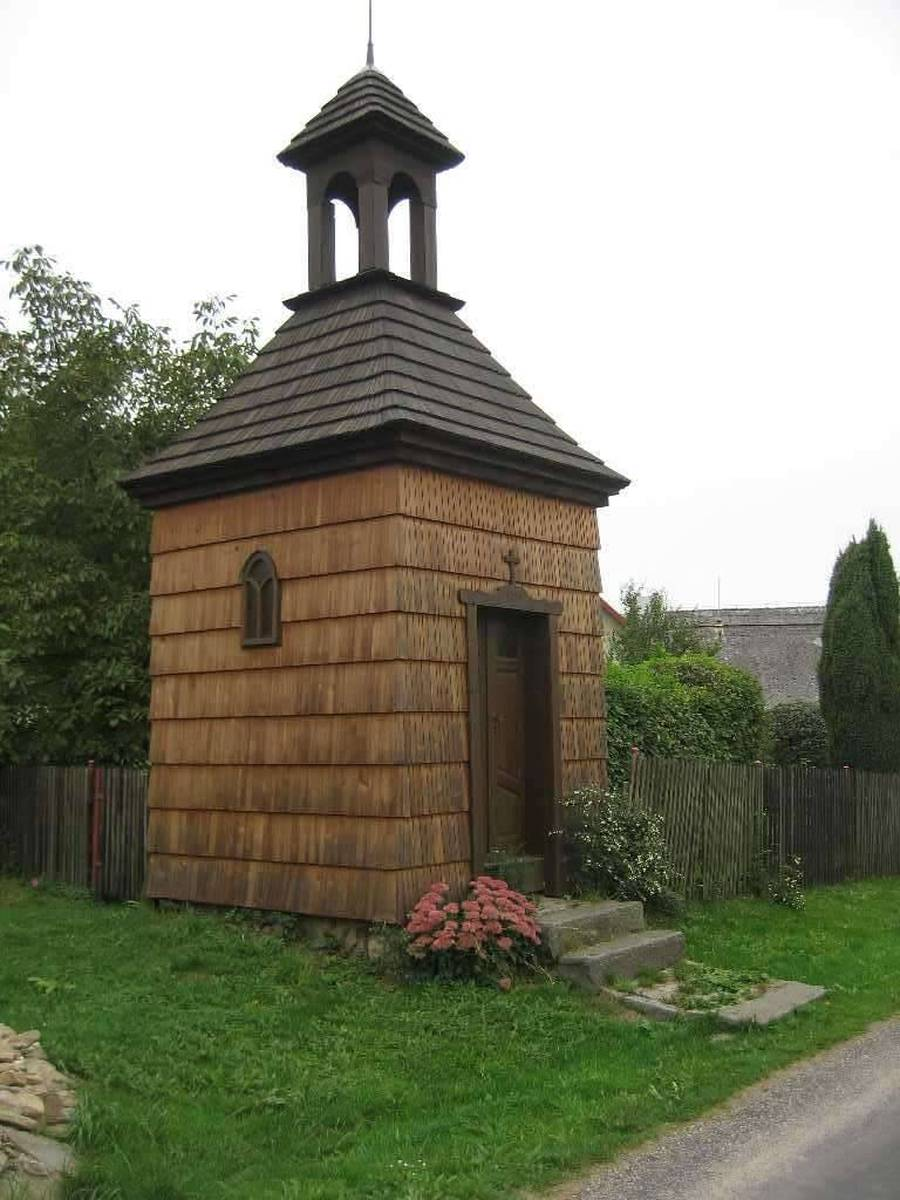
Tour-clocher.
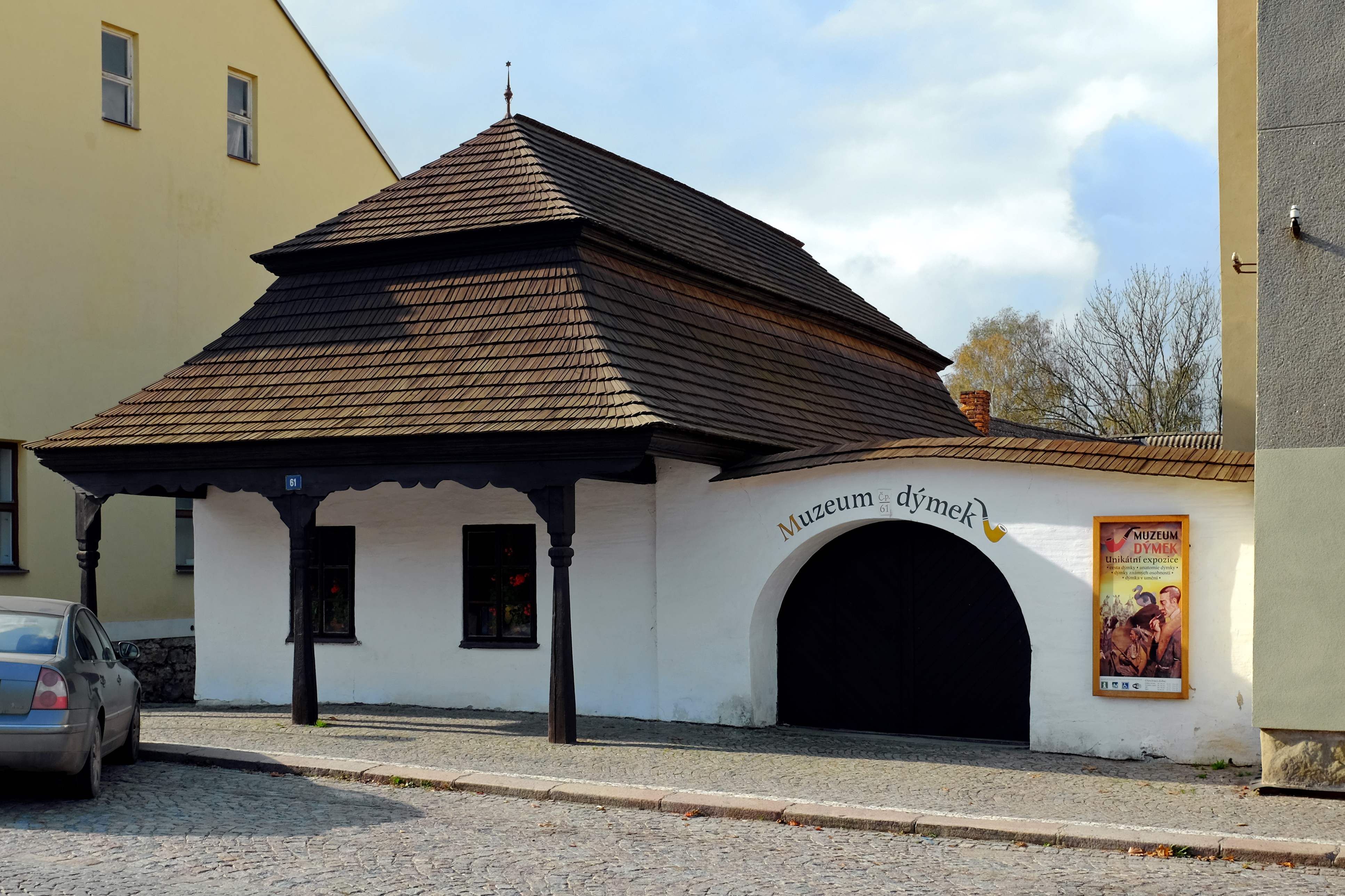
Musée de Proseč.

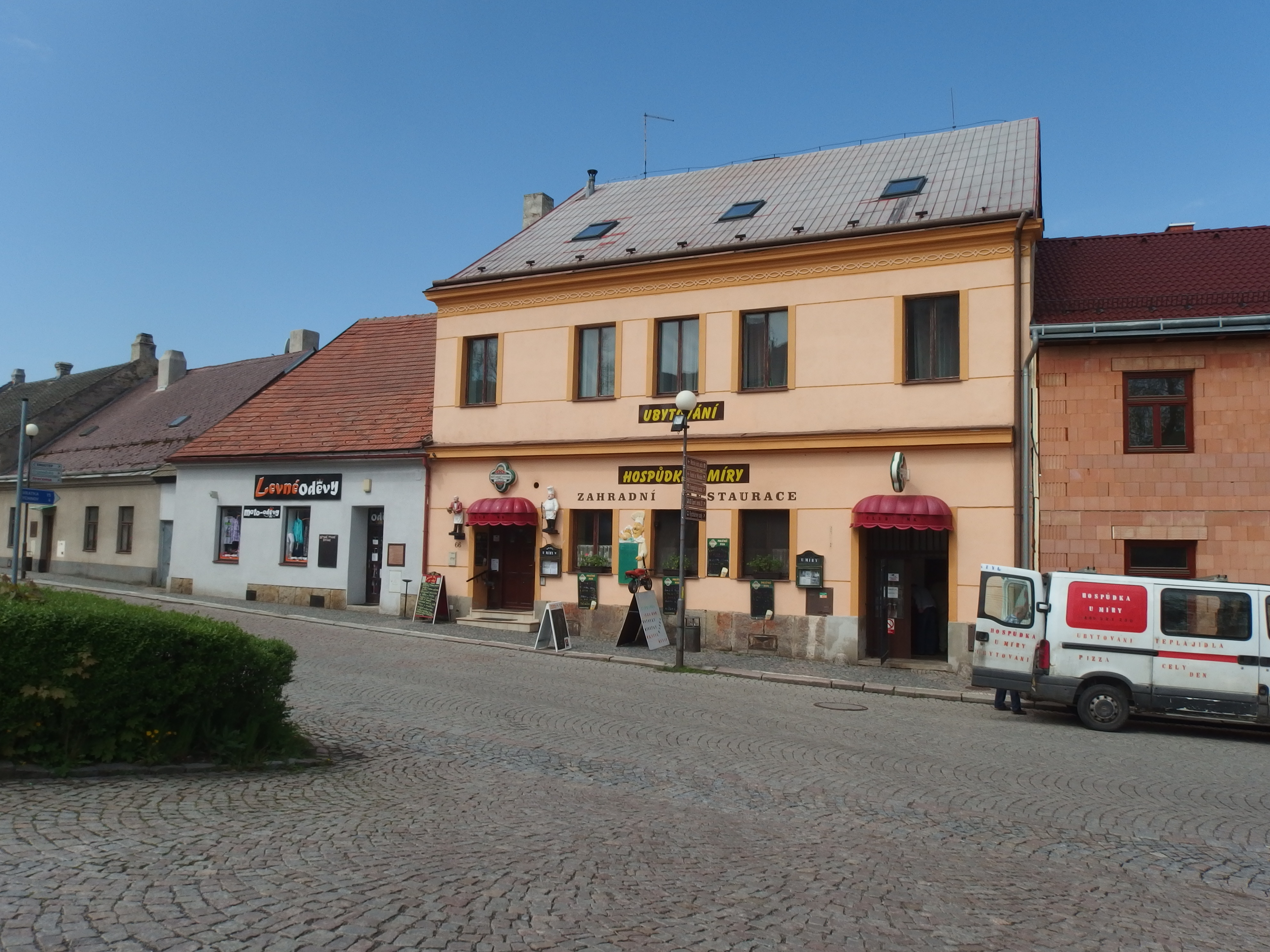
Proseč : place centrale.
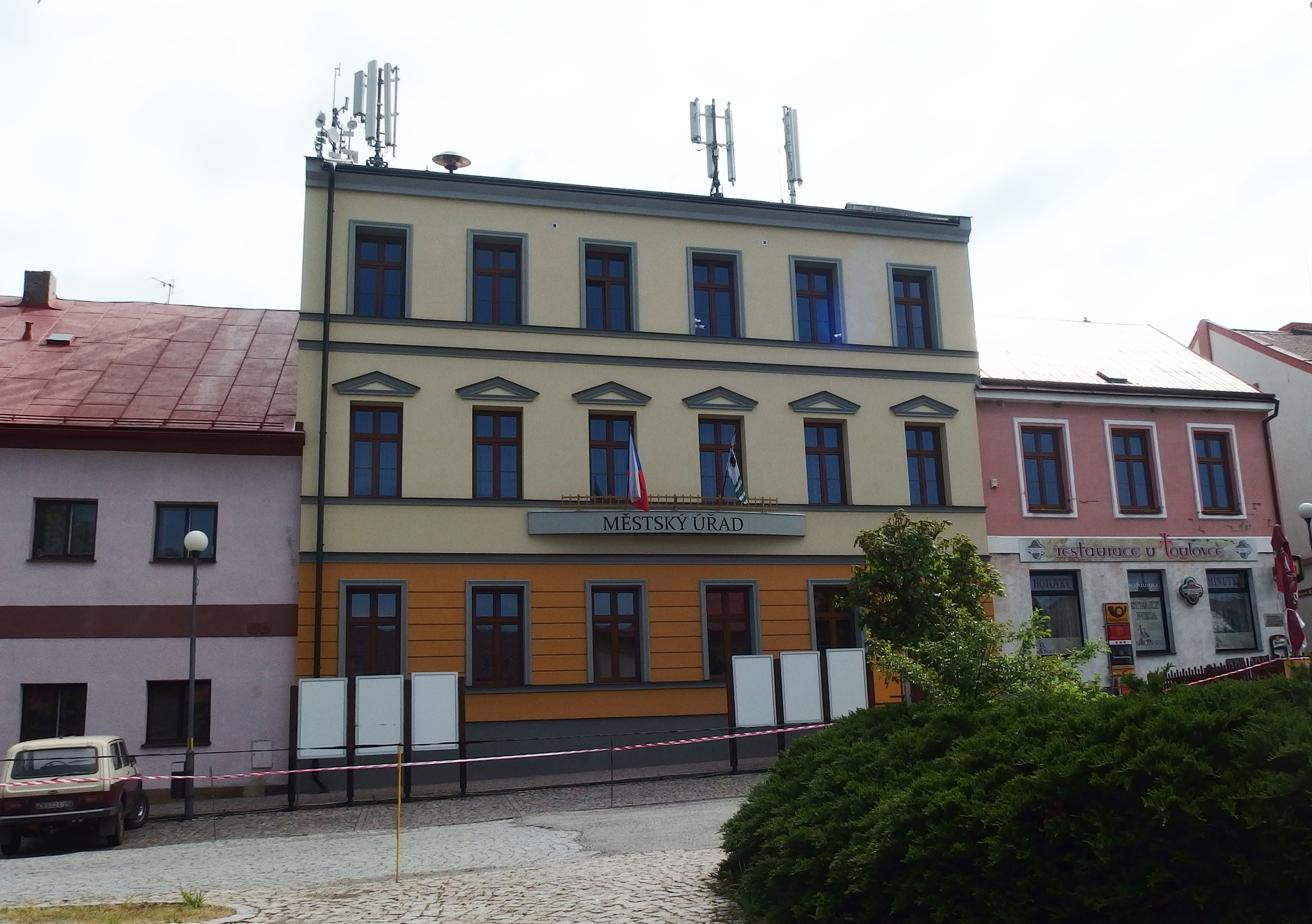
Proseč : hôtel de ville.

## Transports
Par la route, Proseč se trouve à 11,7 km de Skuteč, à 34 km de Chrudim, à 46 km de Pardubice et à 157 km de Prague.